# Quận Warren, Mississippi
Quận Warren là một quận thuộc tiểu bang Mississippi, Hoa Kỳ.
Quận này được đặt tên theo. Theo điều tra dân số của Cục điều tra dân số Hoa Kỳ năm 2000, quận có dân số 49.644 người. Quận lỵ đóng ở Vicksburg6.

## Địa lý
Theo Cục điều tra dân số Hoa Kỳ, quận có diện tích 1603 km2, trong đó có 83 km2 là diện tích mặt nước.

### Thông tin nhân khẩu
Tháp tuổi dân cư quận theo kết quả điều tra dân số năm 2000.